# Ерлвілл (Іллінойс)
Ерлвілл (англ. Earlville) — місто (англ. city) в США, в окрузі Ла-Салл штату Іллінойс. Населення — 1613 особи (2020).

## Географія
Ерлвілл розташований за координатами 41°35′17″ пн. ш. 88°55′23″ зх. д. / 41.58806° пн. ш. 88.92306° зх. д. (41.588064, -88.922932).  За даними Бюро перепису населення США в 2010 році місто мало площу 3,12 км², уся площа — суходіл.

## Демографія
Згідно з переписом 2010 року, у місті мешкала 1701 особа в 663 домогосподарствах у складі 443 родин. Густота населення становила 546 осіб/км².  Було 763 помешкання (245/км²).
Расовий склад населення:
| - 95,9 % — білих - 0,3 % — корінних американців - 0,2 % — чорних або афроамериканців - 0,1 % — азіатів - 2,1 % — осіб інших рас |

До двох чи більше рас належало 1,5 %. Частка іспаномовних становила 8,1 % від усіх жителів.
За віковим діапазоном населення розподілялося таким чином: 25,4 % — особи молодші 18 років, 61,3 % — особи у віці 18—64 років, 13,3 % — особи у віці 65 років та старші. Медіана віку мешканця становила 36,9 року. На 100 осіб жіночої статі у місті припадало 99,4 чоловіків;  на 100 жінок у віці від 18 років та старших — 100,8 чоловіків також старших 18 років.
Середній дохід на одне домашнє господарство  становив 46 710 доларів США (медіана — 37 381), а середній дохід на одну сім'ю — 59 938 доларів (медіана — 55 337). Медіана доходів становила 40 625 доларів для чоловіків та 27 240 доларів для жінок. За межею бідності перебувало 17,1 % осіб, у тому числі 21,1 % дітей у віці до 18 років та 10,4 % осіб у віці 65 років та старших.
Цивільне працевлаштоване населення становило 828 осіб. Основні галузі зайнятості: освіта, охорона здоров'я та соціальна допомога — 21,7 %, роздрібна торгівля — 18,2 %, виробництво — 14,6 %.